# Hamaspora dobremezii
Hamaspora dobremezii är en svampart som beskrevs av Durrieu 1975. Hamaspora dobremezii ingår i släktet Hamaspora och familjen Phragmidiaceae.   Inga underarter finns listade i Catalogue of Life.